# Semiothisa streniataria
Semiothisa streniataria là một loài bướm đêm trong họ Geometridae.